# Hyperolius pustulifer
Hyperolius pustulifer är en groddjursart som beskrevs av Laurent 1940. Hyperolius pustulifer ingår i släktet Hyperolius och familjen gräsgrodor. IUCN kategoriserar arten globalt som otillräckligt studerad. Inga underarter finns listade i Catalogue of Life.